# Blessed & Possessed
Blessed & Possessed – szósty album studyjny niemieckiej grupy power metalowej – Powerwolf, wydany 17 lipca 2015 roku przez Napalm Records. Album inspirowany był rumuńskimi mitami. W edycji limitowanej zawiera cover album, Metallum Nostrum. Album promowały: Army of the Night, Armata Strigoi oraz Out In The Fields (cover Gary’ego Moore’a)

## Lista utworów
1. „Blessed & Possessed”
2. „Dead Until Dark”
3. „Army of the Night”
4. „Armata Strigoi”
5. „We Are The Wild”
6. „Higher Than Heaven”
7. „Christ & Combat”
8. „Sanctus Dominus”
9. „Sacramental Sister”
10. „All You Can Bleed”
11. „Let There be Night”

Lista utworów Metallum Nostrum
1. „Touch of Evil” (cover Judas Priest)
2. „Conquistadores” (cover Running Wild)
3. „Edge of Thorns” (cover Savatage)
4. „Power and Glory” (cover Chroming Rose)
5. „Out in the Fields” (cover Gary’ego Moore’a)
6. „Shot in the Dark” (cover Ozzy’ego Osbourne’a)
7. „Gods of War Arise” (cover Amon Amarth)
8. „The Evil that Men Do” (cover Iron Maiden)
9. „Headless Cross” (cover Black Sabbath)
10. „Nightcrawler” (cover Judas Priest)